# Herb Turku
Herb Turku – jeden z symboli miasta Turek w postaci herbu.

## Wygląd i symbolika
Herb przedstawia na białej (srebrnej) tarczy czerwonego samca tura z uniesionym ogonem, kroczącego w heraldycznie prawą stronę.
Herb jest herbem mówiącym, który nawiązuje do nazwy miasta.

## Historia
Wizerunek herbowy występuje na pieczęciach miejskich od XIV wieku. Istnieje również legenda o oswojonym turze, który uratował jednego z królów Polski.